# Danger Crue Records
Danger Crue Records – japońska niezależna wytwórnia płytowa założona 2 lipca 1981 roku z siedzibą w Tokio.

## Zespoły związane z wytwórnią
- 44MAGNUM
- acid android
- Blaze
- BUG
- CREATURE CREATURE
- D’ERLANGER (1989, obecnie Cutting Edge)
- DEAD END
- Die in Cries
- EARTHSHAKER
- Girugamesh
- Ken
- L’Arc-en-Ciel (1992–1993, obecnie Ki/oon Records)
- Lions Heads
- Mucc
- NANIWA EXP
- Ra:IN
- REACTION
- ROACH
- SID (2003–2008, obecnie Ki/oon Records)
- SOLID
- Sons of All Pussys
- Velvet Spider
- zoro